# Stephanie Louise Kwolek
Stephanie Louise Kwolek (New Kensington, 31 luglio 1923 – Wilmington, 18 giugno 2014) è stata una chimica statunitense.
Ha vinto numerosi premi per il suo lavoro nel campo della chimica dei polimeri ed è nota soprattutto per aver inventato il kevlar.

## Biografia
Stephanie Kwolek è nata in un sobborgo di Pittsburgh in Pennsylvania da genitori provenienti dalla Polonia.  Suo padre, John Kwolek, morì quando lei aveva solo dieci anni.
Ha attribuito al padre il suo interesse per la scienza, mentre l'interesse per la moda le deriva dalla madre, Nellie Zajdel Kwolek.
Nel 1946, Kwolek si è laureata in Chimica presso il college femminile dell'Università Carnegie Mellon. Aveva pianificato di diventare un medico e sperava di poter guadagnare denaro sufficiente tramite un lavoro temporaneo in un laboratorio di chimica per poter poi frequentare la scuola di medicina.
Nel 1946, Hale Charch, uno dei futuri colleghi di Kwolek, non appena la incontrò, le offrì una posizione alla DuPont, un'azienda di Buffalo.  Anche se Kwolek aveva inizialmente programmato di lavorare alla DuPont solo temporaneamente, trovò questa sua occupazione abbastanza interessante da farla rimanere lì anziché intraprendere la carriera medica. Nel 1950 Kwolek si trasferì a Wilmington per poter proseguire il suo lavoro alla DuPont. Nel 1959 vinse un premio assegnatole dalla American Chemical Society (ACS).

Stephanie Kwolek è stata una cattolica praticante per tutta la vita e per molti anni parrocchiana della chiesa cattolica di St. Joseph on Brandywine a Wilmington, nel Delaware. 

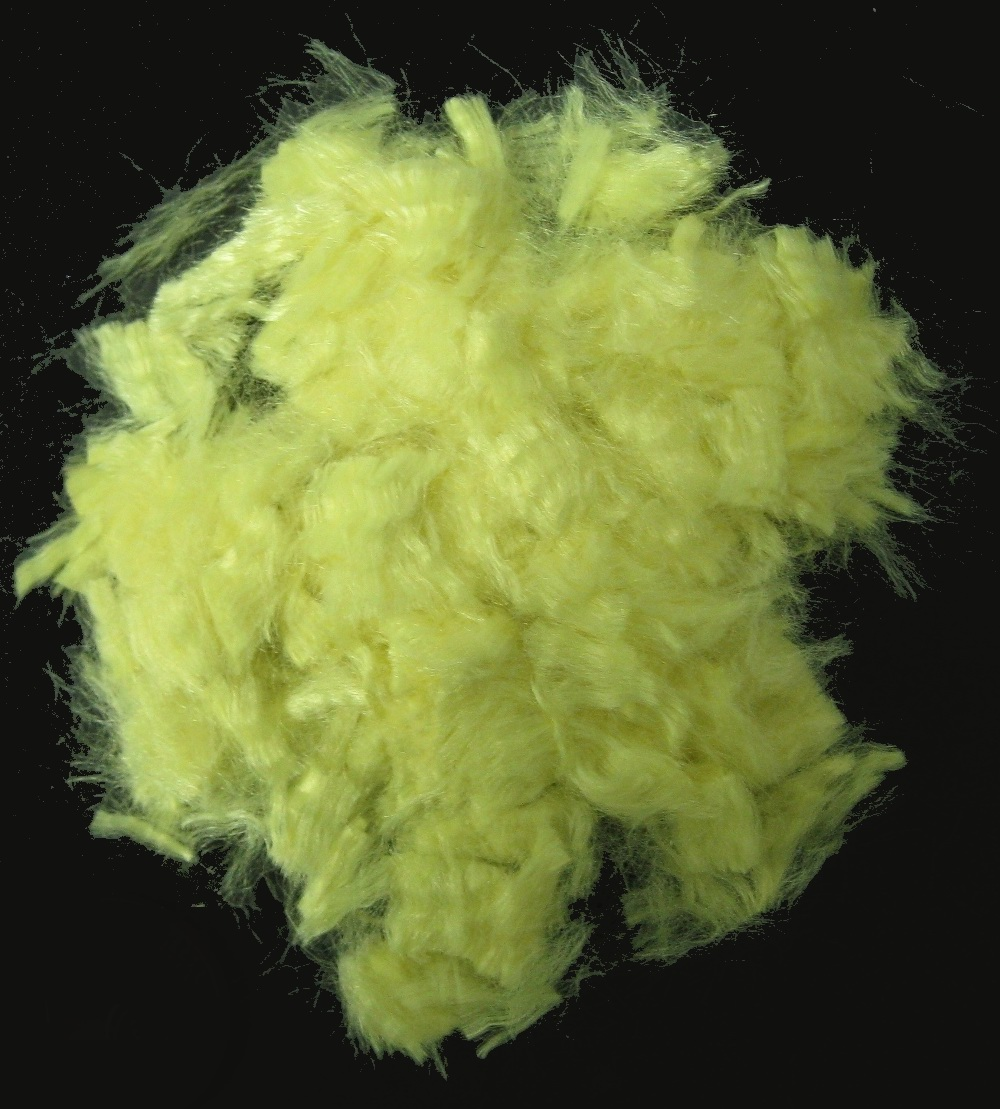
Il kevlar.

Durante il suo lavoro allo stabilimento DuPont, Kwolek inventò il Kevlar. Nel 1964, in previsione di una carenza di petrolio, il suo gruppo di lavoro aveva iniziato a cercare una fibra leggera ma resistente per pneumatici. Dopo alcuni test su cui la Kwolek aveva insistito, il kevlar, una soluzione per condensazione costituita dai monomeri 1,4-fenilendiammina e cloruro di tereftaloile, dimostrò le sue caratteristiche e fu brevettato nel 1973. A seguito dell'invenzione del nuovo materiale, sia il supervisore che il direttore del laboratorio compresero il significato dell'innovazione portata da Kwolek ed iniziò a svilupparsi un nuovo campo della chimica dei polimeri.

## Pensionamento, premi e riconoscimenti
Nel 1986, Stephanie Kwolek prese la pensione come ricercatrice associata alla DuPont, ma ha continuato a svolgere consulenze per l'azienda ed ha proseguito le collaborazioni con il National Research Council e con il National Academy of Sciences. Durante i suoi 40 anni da ricercatrice, ha conseguito dai 17 ai 28 brevetti.
Nel 1995, è diventata la quarta donna a ricevere un riconoscimento da parte del National Inventors Hall of Fame. Nel 1996, ha ricevuto la National Medal of Technology and Innovation e nel 2003 è stata aggiunta alla National Women's Hall of Fame. La American Chemical Society le ha inoltre assegnato il riconoscimento "Creative Invention" nel 1980 e la Medaglia Perkin nel 1997. Nel 1999 ha vinto il Premio Lemelson-MIT.
È morta nel 2014 a Wilmington, nel Delaware, all'età di 90 anni.